# 固関
固関（こげん）とは、律令制下の日本において天皇・上皇・皇后の崩御、天皇の譲位、摂関の薨去、謀反などの政変などの非常事態に際して、「三関」と呼ばれた伊勢国の鈴鹿関、美濃国の不破関、越前国の愛発関（後に近江国の逢坂関）を封鎖して通行を禁じること。これに対して封鎖を解除することを開関（かいげん）という。

## 概要
権力の空白に乗じて、東国の反乱軍が畿内に攻め込むことや、反対に畿内の反逆者が東国に逃れることを阻止するための措置である。固関を行う際には固関使（こげんし）、解除する際には開関使（かいげんし）と呼ばれる使者が関所に赴いて固関・開関を命じる。固関使は原則五位の官人が任じられ、護衛として内舎人や近衛府兵士が随行した。出発時には大臣直々に使者である証明となる木契と固関を命じる勅符と官符が授けられ、馬寮から乗馬を提供されて鈴を鳴らしながら進発した。開関使もほぼ同じ手続が取られた。
歴史上確認される最古の固関は、養老5年（721年）の元明上皇崩御の時である。その後、延暦8年（789年）には「三関」の制度自体が廃止されるが、以後も固関が必要な事態が生じた場合には関の跡地を封鎖する手続きが取られた。だが、封鎖すべき「三関」が存在しない状況下で固関も形骸化・儀礼化が進んで名ばかりとなっていった。なお、中世以後も形ばかりの儀礼として固関の手続が取られる場合があった。畿内および近世以前における最後の譲位である光格天皇の折にも、固関が行われた。